# Juan Gödeken
Juan Gödeken, o Johann Gödeken (su nombre alemán) (n. 24 de septiembre de 1854 - † 22 de abril de 1911), emigró desde el puerto de Bremen hacia Argentina por el año 1880 siguiendo a su hermano Johann Christian, el cual había emigrado aproximadamente cinco años antes. 
Nació en Horn-Lehe, Bremen, el 24 de septiembre de 1854. Por el año 1875 en Walle, Bremen, se casa  con Maria Logemann, natural de dicho pueblo.
Su padre, Johann Hinrich Gödecken (sic), se instaló en Bremen, proveniente de Steinkimmen, actualmente perteneciente a la localidad de Ganderkesee. Sus antepasados provenían de pueblos cercanos a Bremen, pertenecientes al distrito de Oldemburgo, en la Baja Sajonia, como Colnrade, Husum, Nordenholz y Westrittum.
Juan fue el menor de siete hermanos, de los cuales sólo tres llegaron a adultos: Johann Heinrich, que permaneció en Alemania y cuya descendencia llega hasta el presente, Johann Christian y Juan.
Junto a María Logemann tuvo nueve hijos, de los cuales sólo seis llegaron a adultos.
Juan se dedicó, fundamentalmente, a la fundación de colonias en la zona fronteriza de las provincias argentinas de Santa Fe y Córdoba.

## Colonias Fundadas
- Gödeken
- Colonia República
- La Flor
- Chañar Ladeado
- Colonia Amistad
- Colonia Italiana
- Colonia Carlitos
- Lago di Como
- María Gödeken
- General Baldissera
- Águila Cautiva
- Bismarck
- Cafferata